# Ludmilla Kotchetova
Ludmilla Kotchetova est une coureuse cycliste soviétique née le 12 juillet 1929 à Baryssaw, en Union soviétique, première championne du monde de poursuite en 1958, elle meurt le 4 novembre 2010 à Toula en Russie.

## Palmarès

### Championnats du monde[1]
- Paris 1958
  -  Championne du monde de poursuite
- Amsterdam 1959
  -  Médaillée de bronze de poursuite